# August Karcher
August Karcher (ur. 7 stycznia 1900 w Nadwórnej, zm. 13–14 kwietnia 1940 w Katyniu) – major dyplomowany piechoty Wojska Polskiego, działacz niepodległościowy, kawaler Orderu Virtuti Militari, ofiara zbrodni katyńskiej.

## Życiorys
Urodził się 7 stycznia 1900 w Nadwórnej, ówczesnym mieście powiatowym Królestwa Galicji i Lodomerii, w rodzinie Edmunda i Rozalii z Rowińskich. Ukończył szkołę powszechną w Nadwórnej, a w latach 1910–1914 cztery klasy w c. k. II Gimnazjum z polskim językiem wykładowym w Stanisławowie.
15 września 1915 w Biurze Werbunkowym w Stanisławowie zaciągnął się do Legionów Polskich, podając że urodził się w 1898. 12 października tego roku został wcielony do 1. kompanii III batalionu 1 pułku piechoty. Walczył nad Styrem. Po rozwiązaniu Legionów, wrócił do Stanisławowa i ukończył naukę II Gimnazjum Polskim. Wiosną 1918 został wcielony do armii austriackiej. 2 czerwca 1919 znów w 1 pp Leg. walczył na wojnie z bolszewikami. 1 czerwca 1920 ranny pod Olszanicą na Ukrainie.
Po wojnie, służył w pułkach 1 DP Leg. W 1923 zdał maturę. W 1928 zdał egzamin do Wyższej Szkoły Wojennej w Warszawie. 23 grudnia 1929 został powołany do Wyższej Szkoły Wojennej, w charakterze słuchacza Kursu 1929/1931. Z dniem 1 września 1931, po ukończeniu kursu i otrzymaniu dyplomu naukowego oficera dyplomowanego, został przeniesiony do Dowództwa 11 Dywizji Piechoty w Stanisławowie. Od 1932 kierownik referatu Wojskowego Biura Historycznego. Autor prac poświęconych wojnie polsko-bolszewickiej publikowanych w czasopismach wojskowych. 27 czerwca 1935 został mianowany majorem ze starszeństwem z 1 stycznia 1935 i 55. lokatą w korpusie oficerów piechoty. We wrześniu 1935 został przeniesiony do 5 Pułku Piechoty Legionów w Wilnie na stanowisko dowódcy batalionu.
W kampanii wrześniowej pełnił służbę w Oddziale III Operacyjnym Sztabu Naczelnego Wodza jako oficer kierunkowy do Armii „Prusy”, od 4 września w dowództwie Armii „Prusy”. Dostał się do sowieckiej niewoli. Przebywał w obozie w Kozielsku. 11 lub 12 kwietnia 1940 został przekazany do dyspozycji naczelnika Zarządu NKWD Obwodu Smoleńskiego. 13 lub 14 kwietnia 1940 zamordowany przez funkcjonariuszy NKWD w lesie katyńskim i tam pogrzebany. 28 lipca 2000 nastąpiło oficjalne otwarcie w tym miejscu Polskiego Cmentarza Wojennego w Katyniu.
Adam Karcher był żonaty, miał córkę Barbarę Danutę (ur. 27 kwietnia 1926).
5 października 2007 minister obrony narodowej Aleksander Szczygło  – mianował go pośmiertnie na stopień podpułkownika. Awans został ogłoszony 9 listopada 2007 w Warszawie, w trakcie uroczystości „Katyń Pamiętamy – Uczcijmy Pamięć Bohaterów”.

## Ordery i odznaczenia
- Krzyż Srebrny Orderu Virtuti Militari nr 7162 – 17 maja 1922[15]
- Krzyż Niepodległości – 3 czerwca 1933 „za pracę w dziele odzyskania niepodległości”[16]
- Krzyż Walecznych czterokrotnie[17]
- Złoty Krzyż Zasługi – 10 listopada 1938 „za zasługi w służbie wojskowej”[18][19]
- Srebrny Krzyż Zasługi – 10 listopada 1928 „w uznaniu zasług, położonych na polu pracy w poszczególnych działach wojskowości”[20][21]
- Medal Pamiątkowy za Wojnę 1918–1921[17]
- Medal Dziesięciolecia Odzyskanej Niepodległości[17]